# Bautechniker
Als Bautechniker werden die Staatlich geprüften Techniker der Fachrichtung Hochbau und Tiefbau bezeichnet.
Eine andere Fachrichtung des Bautechnikers ist die Ausbautechnik, in dem der Trockenbau eine tragende Rolle spielt.

## Voraussetzungen
Voraussetzung für die Ausbildung zum staatlich geprüften Techniker im Bauwesen sind:
- mindestens Haupt-/ Realschulabschluss (unterschiedlich je nach Bundesland)
- Berufsausbildung in einem fachbezogenen Beruf im Bauhauptgewerbe (Maurer, Betonbauer, Straßenbauer, Fliesenleger, Zimmermann, Trockenbaumonteur, Bauzeichner)
- entsprechende Berufspraxis

## Technikerausbildung
- 2-jähriges Vollzeitstudium (mind. 2400 Stunden) an einer Fachschule (Technikerschule); an einigen Fachschulen ist alternativ auch ein 4-jähriges Teilzeitstudium (Abendschule) möglich.

## Abschluss
Der Abschluss als Staatlich geprüfter Techniker berechtigt auch zum Eintrag in die Handwerkerrolle für meisterpflichtige Gewerbe.
Dem staatlich geprüften Techniker wird die Fachhochschulreife zuerkannt, je nach Bundesland automatisch oder mit Zusatzprüfungen.
Seit dem 1. Januar 2020 erhalten Absolventen der Technikerschule zusätzlich den Titel Bachelor Professional. Dies entspricht nach DQR Niveau 6 (gleichrangig mit Bachelor).

## Bauvorlageberechtigung
Bautechniker besitzen in einigen Ländern die sog. "kleine Bauvorlageberechtigung", beispielsweise in Bayern nach Art. 61 Abs. 3 BayBO.